# Daniel Brooks
Daniel Brooks (1987) is een golfprofessional uit Engeland. Brooks woont in Londen en is verbonden aan de Mill Hill Golf Club.
Daniel Brooks werd in 2007 professional. In 2008 ging hij naar de Tourschool maar hij kwalificeerde zich niet voor Stage 2.
In 2009 speelde hij op de PGA EuroPro Tour. Hij behaalde daar 5 top-10 plaatsen, won een toernooi en eindigde op de derde plaats van de Order of merit. In december, tijdens de Samanah Masters (Alps Tour) in Marokko begon hij met rondes van 64-63, beide een baanrecord, en maakte een derde ronde van 70, waarmee zijn totaalscore van 197 (-19) ruim voldoende was om het toernooi te winnen en uitgenodigd te worden om in 2010 aan de Hassan II Golf Trofee mee te doen.

In 2013 eindigde hij op de 19de plaats bij de Tourschool, zodat hij zijn spelerskaart haalde voor de Europese Tour van 2014. Hij won in mei 2014 het Madeira Islands Open door Scott Henry in de play-off te verslaan.

## Gewonnen
Euro Pro Tour
- 2009: Sureshot GPS International Open

Alps Tour
- 2009: Samanah Masters

Europese Tour
- 2014: Madeira Islands Open po